# 2019年突尼西亞議會選舉
2019年突尼西亞議會選舉於2019年10月6日（星期日）舉行，選出新一屆國民代表大會的全數217位議員。

## 選舉制度
國民代表大會的217個議席由27個國內選區和6個國外選區以比例代表制選出，採用最大餘額法。2人或以上的名單需要有兩性候選人交替排列，但排首名的性別不限。在本次選舉贏得最多議席的复兴运动不到一成的名單是由女性排首位。

## 選舉結果
复兴运动取得52席，突尼斯之心取得38席，民主潮流得22席，尊嚴聯盟得21席。
復興運動最後聯合民主潮流，以及數個小黨和幾個獨立人士，組成議會的多數。